# Tongerenstraat (Etterbeek)
De Tongerenstraat (Frans: Rue de Tongres) is een winkelstraat in de Belgische plaats Etterbeek. De straat ligt op de grens van de gemeente Etterbeek en Sint-Lambrechts Woluwe, dicht bij het Jubelpark en het plein Merode.
Aan de straat ligt ook het winkelcentrum Shopping Linthout en er is een ingang naar de Galerie du Cinquantenaire.
De straat loopt schuin tegenover het Merodeplein en komt uit op de rotonde waar de Stadhouder Braffortstraat (Sint-Lambrechts Woluwe), Gérardstraat (Etterbeek), Charles Degrouxstraat (Etterbeek) en Linthoutstraat (Sint-Lambrechts Woluwe) samenkomen.